# موش بالاروی چیاپان
موش بالاروی چیاپان (نام علمی: Tylomys bullaris) نام یک گونه از سرده موش‌های بالارو است.